# Versuchung – Wie weit gehst du?
Versuchung - Wie weit gehst du? (Originaltitel: Trust) ist ein US-amerikanisches Filmdrama von Brian DeCubellis aus dem Jahr 2021, basierend auf das Stück Push von Kristen Lazarian.

## Handlung
Brooke Gatwick und Owen Shore, leben zusammen in New York City und sind seit der High School miteinander zusammen. Als Brooke, kurz vor der Eröffnung ihrer Kunstgalerie zusammen mit ihrem Arbeitskollegen und Künstler Ansgar für zwei Tage nach Paris reisen muss, wird ihre Beziehung zu Owen auf die Probe gestellt.

## Besetzung und Synchronisation
Die deutsche Synchronisation entstand nach einem Dialogbuch von Benjamin Teichmann und der Dialogregie von Jan Andres im Auftrag von Think Global Media GmbH, Berlin.
| Darsteller         | Synchronsprecher     | Rolle          |
| ------------------ | -------------------- | -------------- |
| Victoria Justice   | Esra Vural           | Brooke Gatwick |
| Matthew Daddario   | Julian Tennstedt     | Owen Shore     |
| Katherine McNamara | Lea Kalbhenn         | Amy            |
| Lucien Laviscount  | Konrad Bösherz       | Ansgar Doyle   |
| Ronny Chieng       | Roland Wolf          | Adam           |
| Lindsey Broad      | Gabrielle Pietermann | Eleanor        |

## Veröffentlichung
Vertical Entertainment veröffentlichte den Film am 12. März 2021 in Nordamerika, Großbritannien und Irland in ausgewählten Kinos sowie auf diversen digitalen Plattformen. Am 11. Februar 2022 erschien der deutsche Trailer zum Film. In Deutschland erschien der Film am 11. März auf DVD und Blu-Ray sowie auf Video-on-Demand.

## Rezeption
Der Film erreichte überwiegend positive Kritiken auf Rotten Tomatoes mit einer durchschnittlichen Bewertung von 71 %, basierend auf 21 verschiedenen Kritiken.